# Piloto (aviação)
Um piloto de aeronave ou aviador é uma pessoa que controla o voo de uma aeronave operando seus controles de voo direcionais. Alguns outros membros da tripulação, como navegadores ou engenheiros de voo, também são considerados aviadores, porque estão envolvidos na operação dos sistemas de navegação e motores da aeronave. Outros membros da tripulação aérea, como operadores de drones, comissários de bordo, mecânicos e tripulação de terra, não são classificados como aviadores.
Em reconhecimento às qualificações e responsabilidades dos pilotos, a maioria das forças armadas e governos em todo o mundo emitem certificados de permissão de voo a seus pilotos.
Pilotar, para alguns, é uma atividade recreativa como na aviação experimental, ou competitiva no caso da aviação desportiva. Voo a vela e corrida aérea são ramos da aviação de competição.
Existem muitos pilotos famosos que marcaram a história da aviação. Aqui estão alguns dos mais conhecidos:
1. Amelia Earhart: Pioneira da aviação, foi a primeira mulher a voar sozinha sobre o Oceano Atlântico em 1932. Sua carreira inspirou muitas mulheres a seguir carreiras na aviação.
2. Charles Lindbergh: Conhecido por realizar o primeiro voo solo sem escalas sobre o Oceano Atlântico em 1927, voando do estado de Nova York até Paris. Esse feito o tornou um herói internacional.
3. Chuck Yeager: Famoso por ser o primeiro piloto a quebrar a barreira do som em 1947, voando a uma velocidade superior a Mach 1 (cerca de 700 milhas por hora) no avião Bell X-1.
4. Howard Hughes: Além de ser um produtor de cinema e empresário, Hughes foi um aviador que estabeleceu vários recordes de velocidade e distância, incluindo um voo ao redor do mundo em 1938.
5. Buzz Aldrin: Embora mais conhecido como astronauta, Aldrin foi também um piloto de combate e foi o segundo homem a caminhar na Lua durante a missão Apollo 11 em 1969.

## Brasil

### Aviação civil

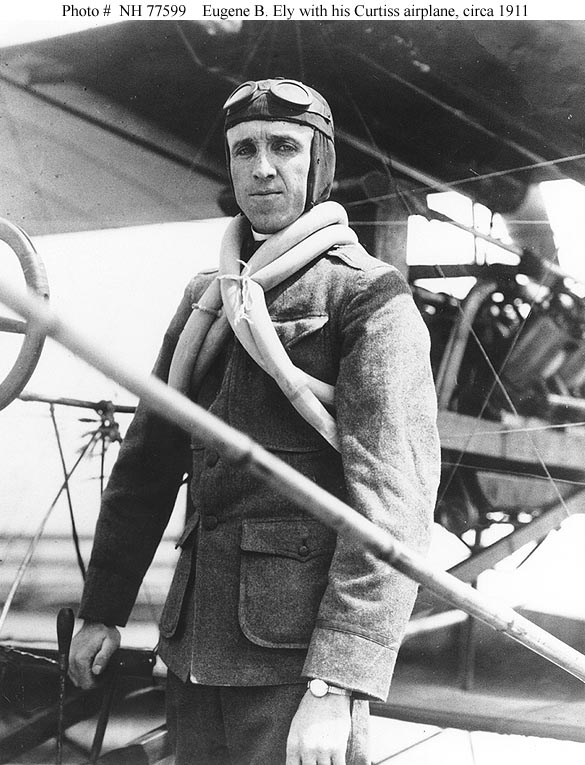
O piloto Eugene Ely, um dos pioneiros da aviação.

Adriana Bisi Fabbri, "Piloto", 1912

No Brasil o órgão responsável pela emissão de licenças, habilitações e certificados para pilotos civis é a Agência Nacional de Aviação Civil.
A ANAC concede as seguintes licenças para a função de piloto:
- Aluno piloto;
- Piloto privado;
- Piloto comercial;
- Piloto de tripulação múltipla;
- Piloto de linha aérea;
- Piloto de planador; e
- Piloto de balão livre.

As seguintes habilitações podem ser averbadas nas licenças indicadas acima:
- Habilitações de categoria:
  - Avião;
  - Helicóptero;
  - Dirigível;
  - Planador;
  - Balão livre; e
  - Aeronave de sustentação por potência.
- Habilitações de classe:
  - Avião monomotor terrestre;
  - Hidroavião ou anfíbio monomotor;
  - Avião multimotor terrestre;
  - Hidroavião ou anfíbio multimotor;
  - Helicóptero monomotor convencional;
  - Helicóptero monomotor a turbina;
  - Helicóptero multimotor;
  - Dirigível;
  - Aeronave leve esportiva terrestre;
  - Aeronave leve esportiva anfíbia.
- Habilitações de tipo:
  - Aeronaves certificadas para operação com tripulação mínima de 2 (dois) pilotos;
  - Aeronaves com peso máximo de decolagem aprovado superior a 5 670 kg (12 500 lb), exceto balões livres e dirigíveis;
  - Aviões com motor a reação;
  - Aeronaves de sustentação por potência; e
  - Para qualquer outra aeronave, sempre que considerado necessário pela ANAC.
- Habilitações relativas à operação:
  - Voo por instrumentos;
  - Instrutor de voo;
  - Piloto agrícola;
  - Piloto rebocador de planador; e
  - Piloto lançador de paraquedistas.

Os seguintes certificados podem ser concedidos:
- Certificado de Piloto de Aeronave Leve Esportiva.

As regras para a concessão das licenças, habilitações e certificados de pilotos civis estão no Regulamento Brasileiro da Aviação Civil nº 61 da ANAC.

### Aviação militar
No Brasil para ingressar na aviação militar, o interessado deve procurar a Academia da Força Aérea Brasileira (AFA), e realizar concurso público de âmbito nacional. Além da AFA o interessado que não concluiu o ensino médio pode realizar concurso público para a Escola Preparatória de Cadetes do Ar (EPCAR) em Barbacena - MG.
O dia do aviador é comemorado em 23 de outubro.